# Kurupt
Kurupt, de son vrai nom Ricardo Emmanuel Brown (né le 23 novembre 1972 à Philadelphie, en Pennsylvanie), est un rappeur et acteur américain. Connu pour son travail chez Death Row Records, il est membre du groupe Tha Dogg Pound avec Daz Dillinger.
Il fait également partie du supergroupe The Hrsmn (The Four Horsemen) avec Killah Priest, Ras Kass et Canibus, ainsi que du supergroupe Diirty OGz avec Tray Deee, Tha Chill et Weazel Loc et dernièrement du supergroupe 1st Generation avec MC Eiht, King Tee, Jayo Felony, Gangsta et Tha Chill. 

## Biographie
Ricardo Emmanuel Brown naît à Philadelphie où il a vécu pendant quelques années. Lorsque ses parents divorcent, il va vivre à East Orange, dans le New Jersey, avec sa mère, sa sœur et son jeune frère, le rappeur Roscoe. C'est là qu'il commence à exercer ses talents de MC. Plus tard, il déménage à Hawthorne en Californie pour vivre avec son père, Jomax Collins. Il fut notamment un membre des Rollin 60's Neighborhood Crips , une faction des Crips de Los Angeles. En 1991, il fait ses premiers enregistrements sur l'album One of Many Nights de The S.O.S. Band.
Au début des années 1990, il rencontre Snoop Dogg, auprès duquel il se fait remarquer à l'occasion d'une battle de rap. Par son entremise, il rencontre Dr. Dre et Suge Knight, qui, impressionnés par son talent, le signent chez Death Row Records. Il forme ensuite le duo Tha Dogg Pound avec Daz Dillinger, cousin de Snoop Dogg, et se fait connaître auprès du grand public à travers ses apparitions sur l'album The Chronic de Dr. Dre.
En 1995, Tha Dogg Pound sort son premier album, Dogg Food, qui est certifié double disque de platine. Lors du tournage du clip du morceau New York, New York, Kurupt, Daz Dillinger et Snoop Dogg sont victimes d'une fusillade.
Son premier album solo, Kuruption!, publié en 1998, est un album double dont le premier CD est rap West Coast et le second rap East Coast.
Kurupt et Daz publient Dillinger and Young Gotti II: The Saga Continuez en 2005, Cali iz Active (sous le nom de DPG with Snoop Dogg) en 2006, et Dogg Chit en 2007. Kurupt apparaît sur l'album Ego Trippin' de Snoop Dogg. Avant la publication de 100 Wayz, la mixtape Gangsta Grillz de Tha Dogg Pound est publiée, présentée par DJ Drama ; suivie d'un album intitulé BlaQKout avec DJ Quik publié le 28 avril 2009.
Kurupt participe à des chansons d'artistes indépendants et publie son premier album en quatre ans, intitulé Streetlights le 20 avril 2010. Kurupt annonce la formation, avec MC Eiht, King Tee, Jayo Felony, B.G. Knocc Out, Tha Chill et Sir Jinx d'un groupe de hip-hop appelé 1st Generation. Pour 2012, Kurupt prévoit la publication du futur album des HRSMN, The Academy. Après la mort tragique de Natina Reed (du groupe Blaque) dans un accident de voiture à Atlanta, la mixtape présentée par DJ Nik Bean, Money, Bitches, Power, initialement prévue pour le 7 novembre 2012, est reportée.

## Vie personnelle
Brown est fiancé à la rappeuse Foxy Brown de 1997 à 1999, puis à Natina Reed (décédée en 2012) avec qui il a eu un fils, Tren, en 2002. Il est marié depuis août 2008 à la rappeuse Gail Gotti. Il a également deux filles.

## Discographie

### Albums studio
- 1998 : Kuruption!
- 1999 : Tha Streetz Iz a Mutha
- 2001 : Space Boogie: Smoke Oddessey
- 2005 : Against the Grain
- 2006 : Same Day, Different Shit
- 2010 : Streetlights
- 2021 : 420 (Reloaded)

### EP
- 2002 : Kurupt G-TV (bonus CD)
- 2007 : Against tha Grain E.P.
- 2009 : Bacon and Eggs (EP)

### Compilations
- 2005 : Kurupt's Greatest
- 2009 : Kurupt Presents... Tha Penagon Vol. 1
- 2022 : Kurupt Presents... 7Ps Tha Gotti Way

### Albums collaboratifs
- 2001 : The Horsemen Project (avec The Four Horsemen)
- 2004 : Originals (avec CJ  Ginavece)
- 2007 : Digital Smoke (avec J. Wells)
- 2008 : The Frank and Jess Story (avec Roscoe)
- 2009 : BlaQKout (avec DJ Quik)
- 2009 : Tha Tekneek Files (avec Roscoe)
- 2011 : The Lost Tapes 2008-2011 (avec Belly)
- 2014 : Historic (avec The Four Horsemen)
- 2016 : We Got Now and Next (avec Diirty OGz)
- 2021 : The Last Ride (avec The Four Horsemen)
- 2022 : Rapture (6 titres) (avec 1st Generation)
- 2023 : Don't Be Stupid (avec C-Mob)

### Mixtapes
- 2006 : Palm Trees and Gangstaz (par DJ Strong)
- 2009 : Streetz of LA Vol. 8 (par DJ Nik Bean)
- 2010 : Tha 4.20 Mixtape (Prequel to Streetlights)
- 2013 : Money, Bitches, Power
- 2014 : Moon Rock Mixtape (Hosted by Julio G)
- 2014 : Digital Dynasty 30 (Hosted by Kurupt)

## Filmographie
- 1999 : 3 the Hard Way (vidéo)
- 2001 : '[Keepin' It Real : Raw-D
- 2001 : The Wash : Maniac
- 2002 : Kurupt: G-TV (vidéo)
- 2002 : Mission Alcatraz (Half Past Dead) : Twitch (autre titre : Les Coulisses de la mort)
- 2002 : Dark Blue de Ron Shelton : Darryl Orchard (autre titre : Bleu sombre)
- 2003 : Fastlane (série télévisée) (épisode : Dosed) : Fallon
- 2003 : Tupac : Resurrection (Doc) : lui-même
- 2003 : Hollywood Homicide : K-Ro alias Oliver Robidoux
- 2003 : Vegas Vampires
- 2004 : I Accidentally Domed Your Son : Krego
- 2004 : Les Vacances de la famille Johnson (Johnson Family Vacation) : lui-même
- 2005 : Uncut XXX (vidéo)
- 2005 : Brothers in Arms : Kansas
- 2006 : Cut Off : Joker
- 2007 : Monk (Saison 6, épisode 2) (série télévisée) : lui-même
- 2007 : Loaded (en) : Jimmy Dyson
- 2007 : A Day in the Life : Murder
- 2007 : A Talent for Trouble : lui-même
- 2007 : Vice : TJ Greene
- 2007 : Mission Alcatraz 2 (Half Past Dead 2) : Twitch
- 2008 : Days of Wrat]